# Закладальний матеріал
Закладальний матеріал (рос. закладочный материал, англ. stowage materials, stow; нім. Versatzgut n, Versatzmaterial n) – матеріал, призначений для заповнення виробленого простору. 

## Загальний опис
Закладальний матеріал поділяється на дві групи: 
- а) гірські породи, що видобуваються в спеціальних кар'єрах: пісок, галька, гравій, дроблені корінні породи (глинисті і піщанисті сланці, пісковики, вапняки, горільники) та ін.;
- б) відходи виробництва: порода, одержувана при розробці корисної копалини (порода шахтних відвалів), відходи збагачення корисних копалин, котельні шлаки та шлаки металургійних заводів, попіл.

Загальні вимоги, що висуваються до З.м.: можливість створення стійкого і щільного масиву з мінімальною усадкою; надійність і безпека транспортування; стійкість до самозаймання (вміст горючих домішок не повинен перевищувати 20%, сірчистих сполук 5-8%); мінім. злежуваність і стійкість до змерзання при зберіганні на складах; невисока вартість. Син. (рідко) – закладний матеріал.

## Склади закладального матеріалу
Це споруди, пристосовані для прийому (завантаження), тимчасового зберігання і видачі (розвантаження) закладального матеріалу. Бувають відкриті (на шахтах і рудниках, розташованих у районах з теплим та помірним кліматом і для зберігання матеріалів, стійких проти вивітрювання й розмокання) та закриті. Залежно від конструкцій, обладнання, а також способів завантаження і розвантаження бувають скреперні, магазини-склади, бункерні і напівбункерні.